# Ctenoplusia transfixa
Ctenoplusia transfixa är en fjärilsart som beskrevs av Walker 1858. Ctenoplusia transfixa ingår i släktet Ctenoplusia och familjen nattflyn. Inga underarter finns listade i Catalogue of Life.